# Chaetodontoplus vanderloosi
Chaetodontoplus vanderloosi е вид бодлоперка от семейство Pomacanthidae. Видът е застрашен от изчезване.

## Разпространение и местообитание
Разпространен е в Папуа Нова Гвинея.
Обитава океани, морета и рифове. Среща се на дълбочина от 6 до 9 m.

## Описание
На дължина достигат до 12,5 cm.
Популацията на вида е намаляваща.